# John Craven (empresário)
Sir John Anthony Craven (23 de outubro de 1940 - 30 de março de 2022) foi um financiador britânico que foi presidente do Deutsche Morgan Grenfell Group e diretor do Deutsche Bank e da Reuters.

## Vida Pessoal
Craven nasceu em Leominster a 23 de outubro de 1940. Foi educado em Michaelhouse e estudou direito no Jesus College, em Cambridge. Ele foi membro dos Institutos de Contabilistas Certificados do Canadá e de Ontário.

## Carreira
Em 1967, Craven ingressou na SG Warburg & Co Ltd, tornando-se diretor executivo em 1969 sob a tutela de Siegmund Warburg. Ele tornou-se CEO do grupo White Weld & Co Ltd (posteriormente Credit Suisse First Boston) de 1975 a 1978 e vice-presidente da SG Warburg & Co Ltd em 1979. Em 1981, ele fundou a Phoenix Securities Ltd, que foi adquirida pela Morgan Grenfell Group em 1987, quando assumiu o cargo de CEO da Morgan Grenfell Group, a sucedendo Christopher Reeves. Ele fez parte do conselho de diretores do Deutsche Bank de 1990 a 1996.
Craven foi presidente do Morgan Grenfell Group desde 1989, cargo que manteve quando o grupo foi renomeado como Deutsche Morgan Grenfell Group em 1996. Ele foi diretor não executivo da Rothmans International e membro do Conselho de Supervisão da Société Générale de Surveillance SA, em Genebra. Ele também foi administrador da Fundação da Universidade de Cambridge.
Craven morreu em 30 de março de 2022, aos 81 anos.

## Honraria
Craven foi condecorado cavaleiro nas Honras de Aniversário de 1996 pelos seus serviços como "um dos principais financiadores da cidade nos últimos 30 anos".